# Special Olympics Äquatorialguinea
Special Olympics Äquatorialguinea (englisch: Special Olympics Equatorial Guinea) ist der äquatorialguineische Verband von Special Olympics International, der weltweit größten Sportbewegung für Menschen mit geistiger Beeinträchtigung und Mehrfachbeeinträchtigung. Ziel ist die sportliche Förderung dieser Personengruppe und die Sensibilisierung der Gesellschaft für sie. Außerdem betreut der Verband die äquatorialguineischen Athletinnen und Athleten bei den Special Olympics Wettbewerben.

## Geschichte
Special Olympics Äquatorialguinea wurde 2018 mit Sitz in Malabo gegründet und 2019 anerkannt.

## Aktivitäten
2019 waren 50 Athletinnen, Athleten und Unified Partner sowie 35 Trainer bei Special Olympics Äquatorialguinea registriert. Der Verband nahm 2019 am Programm Healthy Athletes teil, das von Special Olympics International ins Leben gerufen worden war.

### Sportarten
Folgende Sportarten wurden 2019 vom Verband angeboten:
- Leichtathletik (Special Olympics)

### Teilnahme an Weltspielen vor 2020
2019 Special Olympics, World Summer Games, Abu Dhabi (4 Athletinnen und Athleten)

### Teilnahme an den Special Olympics World Summer Games 2023 in Berlin
Special Olympics Äquatorialguinea hatte seine Teilnahme an den Special Olympics World Summer Games 2023 angekündigt und die Delegation sollte vor den Spielen im Rahmen des Host Town Program von Weimar betreut werden, jedoch sagte der Verband seine Reise zu den World Games kurz vor Beginn der Spiele ab.